# Eiskunstlauf-Weltmeisterschaften 2016

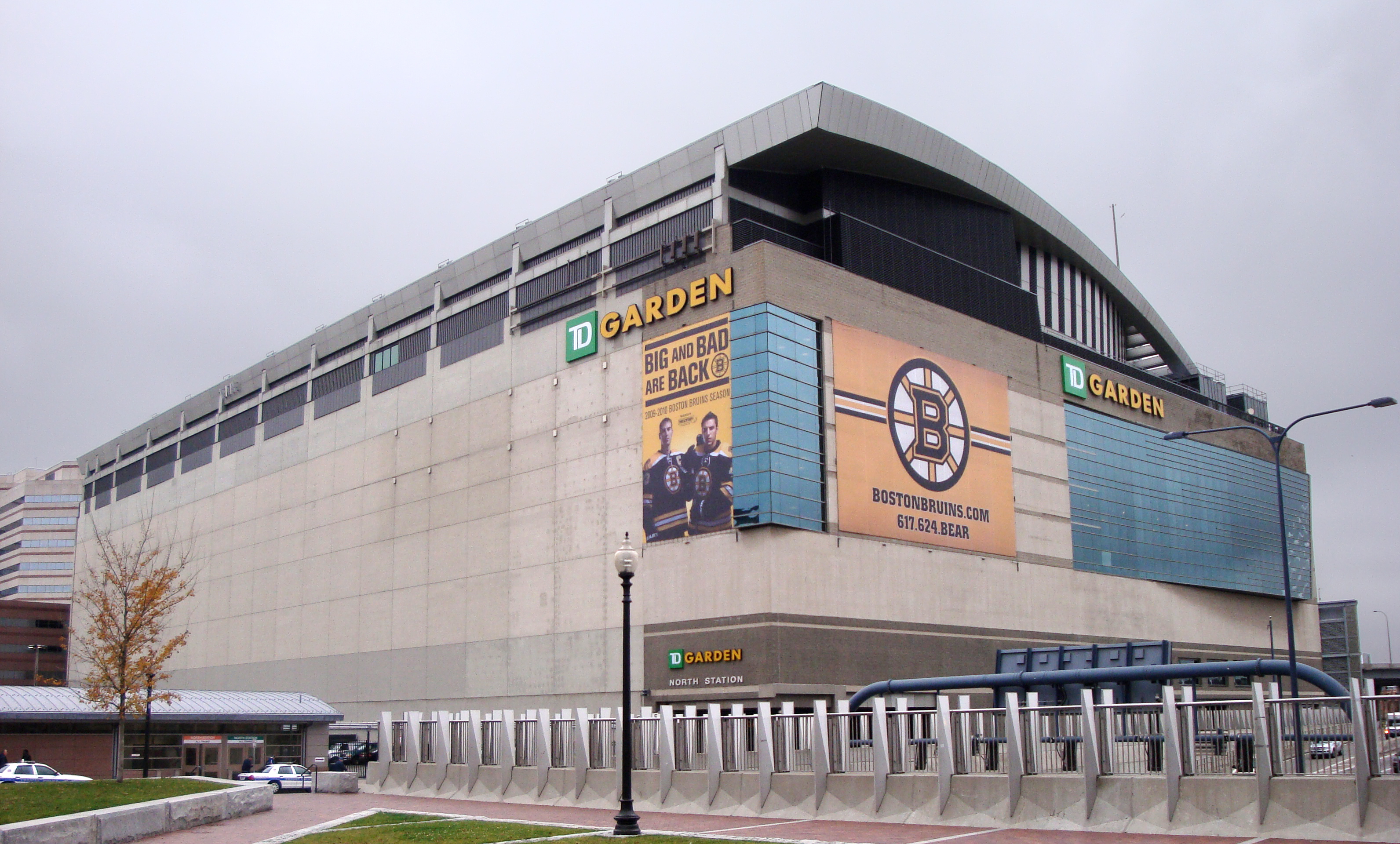
TD Garden

Die 106. Eiskunstlauf-Weltmeisterschaften fanden vom 26. März bis 3. April 2016 in der US-amerikanischen Stadt Boston statt. Die Internationale Eislaufunion gab die Vergabe der Titelkämpfe im Juni 2013 bekannt. Der Veranstaltungsort war der TD Garden.

## Bilanz

### Medaillenspiegel
| Platz | Land                | Gold | Silber | Bronze | Gesamt |
| ----- | ------------------- | ---- | ------ | ------ | ------ |
| 1     | Russland            | 1    | –      | 1      | 2      |
| 2     | Frankreich          | 1    | –      | –      | 1      |
| 2     | Kanada              | 1    | –      | –      | 1      |
| 2     | Spanien             | 1    | –      | –      | 1      |
| 5     | Vereinigte Staaten  | –    | 2      | 1      | 3      |
| 6     | Volksrepublik China | –    | 1      | 1      | 2      |
| 7     | Japan               | –    | 1      | –      | 1      |
| 8     | Deutschland         | –    | –      | 1      | 1      |

### Medaillengewinner
| Konkurrenz | Gold                                    | Silber                          | Bronze                          |
| ---------- | --------------------------------------- | ------------------------------- | ------------------------------- |
| Herren     | Javier Fernández                        | Yuzuru Hanyū                    | Jin Boyang                      |
| Damen      | Jewgenija Medwedewa                     | Ashley Wagner                   | Anna Pogorilaja                 |
| Paare      | Meagan Duhamel / Eric Radford           | Sui Wenjing / Cong Han          | Aljona Savchenko / Bruno Massot |
| Eistanz    | Gabriella Papadakis / Guillaume Cizeron | Maia Shibutani / Alex Shibutani | Madison Chock / Evan Bates      |

## Ergebnisse
- K = Kür
- KP = Kurzprogramm
- KT = Kurztanz
- Pkt. = Punkte

### Herren
Das Kurzprogramm fand am 31. März statt, die Kür am 1. April.
| Platz              | Sportler                   | Land                   | Pkt.   | KP | KP     | K  | K      |
| ------------------ | -------------------------- | ---------------------- | ------ | -- | ------ | -- | ------ |
| 1                  | Javier Fernández           | Spanien                | 314,93 | 2  | 098,52 | 1  | 216,41 |
| 2                  | Yuzuru Hanyū               | Japan                  | 295,17 | 1  | 110,56 | 2  | 184,61 |
| 3                  | Jin Boyang                 | Volksrepublik China    | 270,99 | 5  | 089,86 | 3  | 181,13 |
| 4                  | Michail Koljada            | Russland               | 267,97 | 6  | 089,66 | 5  | 178,31 |
| 5                  | Patrick Chan               | Kanada                 | 266,75 | 3  | 094,84 | 8  | 171,91 |
| 6                  | Adam Rippon                | Vereinigte Staaten     | 264,44 | 7  | 085,72 | 4  | 178,72 |
| 7                  | Shōma Uno                  | Japan                  | 264,25 | 4  | 090,74 | 6  | 173,51 |
| 8                  | Max Aaron                  | Vereinigte Staaten     | 254,14 | 8  | 081,28 | 7  | 172,86 |
| 9                  | Michal Březina             | Tschechien             | 237,99 | 11 | 079,29 | 10 | 158,70 |
| 10                 | Grant Hochstein            | Vereinigte Staaten     | 237,29 | 16 | 074,81 | 9  | 162,44 |
| 11                 | Denis Ten                  | Kasachstan             | 230,13 | 12 | 078,55 | 12 | 151,58 |
| 12                 | Ivan Righini               | Italien                | 228,52 | 9  | 081,17 | 13 | 147,35 |
| 13                 | Alexei Bychenko            | Israel                 | 226,07 | 19 | 069,86 | 11 | 156,21 |
| 14                 | Deniss Vasiļjevs           | Lettland               | 224,54 | 10 | 081,07 | 16 | 143,47 |
| 15                 | Misha Ge                   | Usbekistan             | 223,53 | 15 | 077,43 | 14 | 146,10 |
| 16                 | Jorik Hendrickx            | Belgien                | 221,43 | 14 | 077,72 | 15 | 143,71 |
| 17                 | Brendan Kerry              | Australien             | 210,56 | 17 | 071,04 | 17 | 139,52 |
| 18                 | Maxim Kowtun               | Russland               | 210,14 | 13 | 078,46 | 21 | 131,68 |
| 19                 | Michael Christian Martinez | Philippinen            | 204,10 | 23 | 066,98 | 18 | 137,12 |
| 20                 | Chafik Besseghier          | Frankreich             | 203,20 | 20 | 069,23 | 20 | 133,97 |
| 21                 | Julian Zhi Jie Yee         | Malaysia               | 202,94 | 22 | 067,60 | 19 | 135,34 |
| 22                 | Phillip Harris             | Vereinigtes Königreich | 190,42 | 21 | 068,53 | 22 | 121,89 |
| 23                 | Iwan Pawlow                | Ukraine                | 178,89 | 24 | 065,20 | 23 | 113,69 |
| 24                 | Lee June-hyoung            | Südkorea               | 174,88 | 18 | 070,05 | 24 | 104,83 |
| Kür nicht erreicht |                            |                        |        |    |        |    |        |
| 25                 | Javier Raya                | Spanien                | 065,06 | 25 | 065,06 | —  | —      |
| 26                 | Yan Han                    | Volksrepublik China    | 062,56 | 26 | 062,56 | —  | —      |
| 27                 | Nam Nguyen                 | Kanada                 | 061,61 | 27 | 061,61 | —  | —      |
| 28                 | Franz Streubel             | Deutschland            | 057,19 | 28 | 057,19 | —  | —      |
| 29                 | Denis Margalik             | Argentinien            | 052,31 | 29 | 052,31 | —  | —      |
| 30                 | Slawik Hajrapetjan         | Armenien               | 049,36 | 30 | 049,36 | —  | —      |

Der Spanier Javier Fernández verteidigte seinen Titel aus dem Vorjahr. Nach dem Kurzprogramm hatte noch sein Trainingsgefährte Yuzuru Hanyū mit über zwölf Punkten Vorsprung vorne gelegen. Dem favorisierten Japaner unterliefen in seiner Kür jedoch ungewohnt viele Fehler, sodass ihn Fernández mit der besten Kür seiner bisherigen Karriere noch überholen konnte. Die Kür zum Gesang von Frank Sinatra enthielt u. a. einen vierfachen Toeloop, eine Vierfach-Salchow-Dreifach-Toeloop-Kombination, einen vierfachen Salchow und zwei dreifache Axel. Dem Spanier unterliefen keinerlei Fehler bei seinen Sprungelementen und er bekam durchweg positive Bewertungen in der Ausführung. Noch bevor seine Kür ganz zu Ende war, gab es stehenden Beifall des Publikums. Es war das erste Mal, dass ein Eiskunstläufer bei Weltmeisterschaften die 300-Punkte-Marke erreichte. Dabei hatte Fernández am Tag der Kür aufgrund einer Fersenentzündung kaum trainieren können.
Das Podium komplettierte bei seinem WM-Debüt der chinesische Meister Jin Boyang. Sein Kurzprogramm wies mit 50,73 den höchsten Basiswert aller Teilnehmer auf. Mit der Vierfach-Lutz-Dreifach-Toeloop-Kombination beinhaltete es das Element mit dem höchsten Basiswert (17,90) aller im Kurzprogramm gezeigter Elemente. Auch die Kür des Chinesen wies mit 103,10 den deutlich höchsten Basiswert aller Teilnehmer auf. Sie beinhaltete vier Vierfachsprünge, so viele wie nie zuvor in einer Eiskunstlauf-Kür. Jin stand alle Sprünge und wurde damit der erste Eiskunstläufer, der insgesamt sechs Vierfachsprünge in einem Wettbewerb erfolgreich landete, dies jedoch mit unsauberen Landungen. Daher gab es keine nennenswerten Pluspunkte im Grad der Ausführung (GOE). Dazu verlor er in den Programmkomponenten erwartungsgemäß zahlreiche Punkte. Dennoch reichte dies, um sich vom fünften Rang auf den Bronzerang vorzuarbeiten. Boyang Jin gelang damit bei seiner ersten Weltmeisterschaft sofort der Sprung auf das Podium. Es war die erste Medaille für einen Chinesen in der Herrenkonkurrenz bei Eiskunstlauf-Weltmeisterschaften.
Mit dem russischen Vizemeister Michail Koljada belegte ein weiterer WM-Debütant einen vorderen Platz. Er zeigte die zweitsauberste Kür der letzten Gruppe und sicherte sich damit den vierten Platz. Koljada stellte persönliche Punktebestleistungen in Kurzprogramm, Kür und Gesamtleistung auf und stellte mit seinem starken Debüt die Rangfolge der russischen Eiskunstläufer in Frage, da der russische Meister Maxim Kowtun einmal mehr die hohen Erwartungen nicht erfüllen konnte und mit einer desolaten Kürleistung am Ende nur den 18. Platz belegte.
Das Comeback des dreimaligen Weltmeisters Patrick Chan nach einjähriger Auszeit verlief am Ende nicht wie geplant. Nach dem Kurzprogramm hatte der Kanadier noch auf dem dritten Rang gelegen. In der Kür konnte er seine famose Leistung, die er noch bei den Vier-Kontinente-Meisterschaften gezeigt hatte, jedoch nicht wiederholen. Ihm unterliefen als letztem Starter zahlreiche Fehler, sodass er sich am Ende mit dem fünften Platz zufriedengeben musste. Der japanische Vizemeister Shōma Uno komplettierte die letzte Startgruppe in der Kür. Er hatte nach dem Kurzprogramm auf dem vierten Platz und damit in aussichtsreicher Position gelegen. In der Kür musste er allerdings einen schweren Sturz hinnehmen. Am Ende reichte es für ihn zum siebten Platz.
Eine kollektiv starke Leistung zeigten die drei US-Amerikaner vor heimischer Kulisse. In der Kür konnte sowohl der US-Meister Adam Rippon, als auch der sprunggewaltige Max Aaron sowie der für den verletzten Dritten der US-Meisterschaften Nathan Chen nachgerückte Grant Hochstein überzeugen. Adam Rippon versuchte den vierfachen Lutz; dieser wurde ihm jedoch als unterrotiert abgewertet. Dennoch zeigte der merklich gereifte Rippon eine gelöste und mitreißende Kür, die am Ende mit Jubelstürmen des Publikums aufgenommen wurde. Am Ende reichte es für ihn zum sechsten Platz. Dem vom Eishockey kommenden Max Aaron glückte seine Vierfach-Salchow-Dreifach-Toeloop-Kombination sowie sein vierfacher Salchow als Einzelsprung. Das Gelingen der Sprünge wurde vom Publikum frenetisch gefeiert. Aaron belegte mit dieser Leistung den siebten Platz. Auch Grant Hochstein übertraf mit seiner Leistung alle Erwartungen. Er stand einen vierfachen Toeloop und blieb wie seine Landsleute sturzfrei. Er beendete den Wettbewerb als Zehnter. Alle drei US-Amerikaner verbuchten persönliche Punktebestleistungen in der Kür, Hochstein auch bezüglich seiner Gesamtleistung und Rippon bezüglich aller Segmente.
Der tschechische Meister Michal Březina erreichte nach einer langanhaltenden Phase der Inkonsistenz und dem enttäuschenden 15. Platz im Vorjahr mit Platz 9 wieder ein Top-Ten-Ergebnis. Zwar stürzte er wie gewohnt bei seinem ersten Kürelement, dem vierfachen Salchow, fand danach allerdings wieder in die Spur und konnte das Programm zusammenhalten. Für den kasachischen Olympiadritten von Sotschi, Denis Ten, verlief die WM, wie schon die gesamte Saison, enttäuschend. Am Ende wurde er Elfter. Der italienische Meister Ivan Righini erreichte mit einer ordentlichen Leistung den zwölften Platz und damit sein bestes Ergebnis bei Weltmeisterschaften.
Der Israeli Alexei Bychenko, der bei der Europameisterschaft hinter Fernández noch Silber gewonnen hatte, erlebte ein desolates Kurzprogramm, das für ihn auf dem 19. Platz endete. In der Kür ließ er allerdings sein Können aufblitzen und kämpfte sich mit zwei vierfachen Toeloops noch auf den elften Platz vor. Ein bemerkenswertes Debüt zeigte mit Endplatz 14 der junge Lette Deniss Vasiļjevs. Für den usbekischen Vorjahressechsten Misha Ge reichte es nach einer komplizierten Saison nur zu Platz 15.
Der Belgier Jorik Hendrickx erreichte mit seiner umstrittenen Titanic-Kür, deren Musik Originalstimmen aus dem gleichnamigen Film enthielt, immerhin den sechzehnten Platz und damit sein bestes WM-Ergebnis. Auch ein Erfolgserlebnis konnte der Australier Brendan Kerry mit dem 17. Platz verbuchen. Dabei stand er sowohl in Kurzprogramm als auch Kür einen vierfachen Toeloop, wenn auch mit Abzügen beim Grad der Ausführung (GOE). Michael Christian Martinez von den Philippinen schaffte mit Platz 19 sein bislang bestes WM-Ergebnis. Ein bemerkenswertes Debüt lieferte Julian Zhi Jie Yee, indem er als erster Malaysier überhaupt an einer Herrenkonkurrenz teilnahm und sich sogleich für die Kür qualifizieren konnte. Am Ende wurde er 21. Überraschend ausgeschieden waren bereits im Kurzprogramm der Chinese Yan Han und der Kanadier Nam Nguyen.

### Damen
Das Kurzprogramm fand am 31. März statt, die Kür am 2. April.
| Platz              | Sportler              | Land                   | Pkt.   | KP | KP    | K  | K      |
| ------------------ | --------------------- | ---------------------- | ------ | -- | ----- | -- | ------ |
| 1                  | Jewgenija Medwedewa   | Russland               | 223,86 | 3  | 73,76 | 1  | 150,10 |
| 2                  | Ashley Wagner         | Vereinigte Staaten     | 215,39 | 4  | 73,16 | 2  | 142,23 |
| 3                  | Anna Pogorilaja       | Russland               | 213,69 | 2  | 73,98 | 4  | 139,71 |
| 4                  | Gracie Gold           | Vereinigte Staaten     | 211,29 | 1  | 76,43 | 6  | 134,86 |
| 5                  | Satoko Miyahara       | Japan                  | 210,61 | 6  | 70,72 | 3  | 139,89 |
| 6                  | Jelena Radionowa      | Russland               | 209,81 | 5  | 71,70 | 5  | 138,11 |
| 7                  | Mao Asada             | Japan                  | 200,30 | 9  | 65,87 | 7  | 134,43 |
| 8                  | Rika Hongo            | Japan                  | 199,15 | 7  | 69,89 | 8  | 129,26 |
| 9                  | Gabrielle Daleman     | Kanada                 | 195,68 | 8  | 67,38 | 9  | 128,30 |
| 10                 | Mirai Nagasu          | Vereinigte Staaten     | 186,65 | 10 | 65,74 | 11 | 120,91 |
| 11                 | Li Zijun              | Volksrepublik China    | 184,52 | 11 | 65,39 | 12 | 119,13 |
| 12                 | Elisabet Tursynbajewa | Kasachstan             | 183,62 | 12 | 61,63 | 10 | 121,99 |
| 13                 | Nicole Rajičová       | Slowakei               | 173,05 | 15 | 56,56 | 13 | 116,49 |
| 14                 | Choi Da-bin           | Südkorea               | 159,92 | 16 | 56,02 | 15 | 103,90 |
| 15                 | Angelīna Kučvaļska    | Lettland               | 158,99 | 18 | 54,78 | 14 | 104,21 |
| 16                 | Roberta Rodeghiero    | Italien                | 158,41 | 13 | 57,90 | 19 | 100,51 |
| 17                 | Alaine Chartrand      | Kanada                 | 157,82 | 17 | 55,67 | 17 | 102,15 |
| 18                 | Park So-youn          | Südkorea               | 154,24 | 22 | 52,27 | 18 | 101,97 |
| 19                 | Anna Chnytschenkowa   | Ukraine                | 154,02 | 19 | 53,86 | 20 | 100,16 |
| 20                 | Viveca Lindfors       | Finnland               | 152,93 | 23 | 50,18 | 16 | 102,75 |
| 21                 | Amy Lin               | Chinesisch Taipeh      | 146,55 | 14 | 57,50 | 22 | 089,05 |
| 22                 | Niki Wories           | Niederlande            | 140,87 | 24 | 49,86 | 21 | 091,01 |
| 23                 | Zhao Ziquan           | Volksrepublik China    | 139,67 | 21 | 52,80 | 23 | 086,87 |
| 24                 | Anastassia Galustjan  | Armenien               | 136,07 | 20 | 53,24 | 24 | 082,83 |
| Kür nicht erreicht |                       |                        |        |    |       |    |        |
| 25                 | Maé-Bérénice Méité    | Frankreich             | 049,50 | 25 | 49,50 | —  | —      |
| 26                 | Anne Line Gjersem     | Norwegen               | 049,39 | 26 | 49,39 | —  | —      |
| 27                 | Kailani Craine        | Australien             | 048,86 | 27 | 48,86 | —  | —      |
| 28                 | Ivett Tóth            | Ungarn                 | 047,92 | 28 | 47,92 | —  | —      |
| 29                 | Eliška Březinová      | Tschechien             | 047,75 | 29 | 47,75 | —  | —      |
| 30                 | Joshi Helgesson       | Schweden               | 047,67 | 30 | 47.67 | —  | —      |
| 31                 | Laurine Lecavelier    | Frankreich             | 046,92 | 31 | 46.92 | —  | —      |
| 32                 | Kerstin Frank         | Österreich             | 046,77 | 32 | 46,77 | —  | —      |
| 33                 | Aleksandra Golovkina  | Litauen                | 044,58 | 33 | 44,58 | —  | —      |
| 34                 | Yasmine Yamada        | Schweiz                | 043,65 | 34 | 43,65 | —  | —      |
| 35                 | Nathalie Weinzierl    | Deutschland            | 043,25 | 35 | 43.25 | —  | —      |
| 36                 | Kristen Spours        | Vereinigtes Königreich | 042,64 | 36 | 42.64 | —  | —      |
| 37                 | Sonia Lafuente        | Spanien                | 039,99 | 37 | 39.99 | —  | —      |
| 38                 | Daša Grm              | Slowenien              | 037,95 | 38 | 37,95 | —  | —      |

Die Damenkonkurrenz sah einen starken Wettbewerb. Bereits im Kurzprogramm blieben alle sechs Eiskunstläuferinnen der letzten Gruppe fehlerfrei und erreichten hohe Punktzahlen. Es führte die US-Meisterin Gracie Gold, die jedoch in der Kür Fehler machte und am Ende Vierte wurde. Die russische Meisterin Jewgenija Medwedewa lief in der Kür einen neuen Punkteweltrekord von 150,10 Punkten und gewann damit ihren ersten WM-Titel. Silber ging an die in Heidelberg geborene US-Amerikanerin Ashley Wagner, die nervenstark blieb und sich vor einer begeisterten Kulisse ihre lang ersehnte WM-Medaille sicherte. Die Russin Anna Pogorilaja errang die Bronzemedaille. Die Vorjahreszweite und japanische Meisterin Satoko Miyahara belegte den fünften Platz. Ihre zurückgekehrte Landsfrau und dreifache Weltmeisterin Mao Asada wurde Siebte.

### Paare
Das Kurzprogramm fand am 1. April statt, die Kür am 2. April.
| Platz                 | Sportler                                   | Land                | Pkt.   | KP | KP    | K  | K      |
| --------------------- | ------------------------------------------ | ------------------- | ------ | -- | ----- | -- | ------ |
| 1                     | Meagan Duhamel / Eric Radford              | Kanada              | 231,99 | 2  | 78,18 | 1  | 153,81 |
| 2                     | Sui Wenjing / Han Cong                     | Volksrepublik China | 224,47 | 1  | 80,85 | 2  | 143,62 |
| 3                     | Aljona Savchenko / Bruno Massot            | Deutschland         | 216,17 | 4  | 74,22 | 3  | 141,95 |
| 4                     | Xenija Stolbowa / Fjodor Klimow            | Russland            | 214,48 | 5  | 73,98 | 4  | 140,50 |
| 5                     | Jewgenija Tarassowa / Wladimir Morosow     | Russland            | 206,27 | 6  | 72,00 | 5  | 134,27 |
| 6                     | Tatjana Wolossoschar / Maxim Trankow       | Russland            | 205,81 | 3  | 77,13 | 7  | 128,68 |
| 7                     | Ljubow Iljuschetschkina / Dylan Moscovitch | Kanada              | 199,52 | 8  | 68,17 | 6  | 131,35 |
| 8                     | Kirsten Moore-Towers / Michael Marinaro    | Kanada              | 190,90 | 10 | 66,06 | 8  | 124,84 |
| 9                     | Alexa Scimeca / Chris Knierim              | Vereinigte Staaten  | 190,06 | 7  | 71,37 | 12 | 118,69 |
| 10                    | Vanessa James / Morgan Cipres              | Frankreich          | 185,83 | 9  | 66,69 | 10 | 119,14 |
| 11                    | Nicole Della Monica / Matteo Guarise       | Italien             | 183,81 | 11 | 64,82 | 13 | 118,49 |
| 12                    | Peng Cheng / Zhang Hao                     | Volksrepublik China | 182,46 | 12 | 60,01 | 9  | 122,45 |
| 13                    | Tarah Kayne / Danny O’Shea                 | Vereinigte Staaten  | 178,23 | 14 | 59,27 | 11 | 118,96 |
| 14                    | Valentina Marchei / Ondrej Hotarek         | Italien             | 170,73 | 13 | 59,76 | 15 | 110,97 |
| 15                    | Wang Xuehan / Wang Lei                     | Volksrepublik China | 168,64 | 15 | 57,32 | 14 | 111,33 |
| 16                    | Lola Esbrat / Andrei Novoselov             | Frankreich          | 137,24 | 16 | 52,78 | 16 | 084,46 |
| Finale nicht erreicht |                                            |                     |        |    |       |    |        |
| 17                    | Goda Butkute / Nikita Ermolaev             | Litauen             | 51,65  | 17 | 51,65 | —  | —      |
| 18                    | Ioulia Chtchetinina / Noah Scherer         | Schweiz             | 49,32  | 18 | 49,32 | —  | —      |
| 19                    | Adel Tankova / Evgeni Krasnopolski         | Israel              | 46,81  | 19 | 46,81 | —  | —      |
| 20                    | Tatiana Danilova / Mikalai Kamianchuk      | Belarus             | 45,56  | 20 | 45,56 | —  | —      |
| 21                    | Miriam Ziegler / Severin Kiefer            | Österreich          | 45,31  | 21 | 45,31 | —  | —      |
| 22                    | Sumire Suto / Francis Boudreau Audet       | Japan               | 38,50  | 22 | 38,50 | —  | —      |

Die Kanadier Meagan Duhamel und Eric Radford konnten ihren Titel verteidigen. Auch Silber ging wie im Vorjahr an die Chinesen Sui Wenjing und Han Cong. Bei ihrer ersten gemeinsamen Teilnahme gewannen Aljona Savchenko und Bruno Massot sogleich die Bronzemedaille. Die Olympiasieger Tatjana Wolossoschar und Maxim Trankow, die nach einem Jahr Abstinenz ihr Comeback hatten, konnten ihren dritten Platz nach dem Kurzprogramm nicht halten und wurden nach einer enttäuschenden Kür am Ende nur Sechste.

### Eistanz
Der Kurztanz wurde am 30. März ausgetragen. Der Kürtanz fand am 31. März statt.
| Platz                 | Sportler                                      | Land                   | Pkt.   | KT | KT    | K  | K      |
| --------------------- | --------------------------------------------- | ---------------------- | ------ | -- | ----- | -- | ------ |
| 1                     | Gabriella Papadakis / Guillaume Cizeron       | Frankreich             | 194,46 | 1  | 76,29 | 1  | 118,17 |
| 2                     | Maia Shibutani / Alex Shibutani               | Vereinigte Staaten     | 188,43 | 2  | 74,70 | 2  | 113,73 |
| 3                     | Madison Chock / Evan Bates                    | Vereinigte Staaten     | 185,77 | 3  | 72,46 | 3  | 113,31 |
| 4                     | Anna Cappellini / Luca Lanotte                | Italien                | 182,72 | 6  | 70,65 | 4  | 112,07 |
| 5                     | Kaitlyn Weaver / Andrew Poje                  | Kanada                 | 182,01 | 4  | 71,83 | 5  | 110,18 |
| 6                     | Madison Hubbell / Zachary Donohue             | Vereinigte Staaten     | 176,81 | 7  | 68,44 | 6  | 108,37 |
| 7                     | Penny Coomes / Nicholas Buckland              | Vereinigtes Königreich | 173,17 | 8  | 68,23 | 7  | 104,94 |
| 8                     | Piper Gilles / Paul Poirier                   | Kanada                 | 173,07 | 5  | 70,70 | 8  | 102,37 |
| 9                     | Wiktorija Sinizina / Nikita Kazalapow         | Russland               | 168,97 | 9  | 67,68 | 10 | 101,29 |
| 10                    | Charlène Guignard / Marco Fabbri              | Italien                | 167,91 | 10 | 65,96 | 9  | 101,95 |
| 11                    | Alexandra Stepanowa / Iwan Bukin              | Russland               | 163,30 | 11 | 63,84 | 11 | 099,46 |
| 12                    | Isabella Tobias / Ilja Tkatschenko            | Israel                 | 154,41 | 13 | 60,97 | 12 | 093,44 |
| 13                    | Laurence Fournier Beaudry / Nikolaj Sørensen  | Dänemark               | 151,66 | 15 | 59,75 | 13 | 091,91 |
| 14                    | Federica Testa / Lukáš Csölley                | Slowakei               | 148,83 | 12 | 61,75 | 15 | 087,08 |
| 15                    | Kana Muramoto / Chris Reed                    | Japan                  | 147,90 | 16 | 59,00 | 14 | 088,90 |
| 16                    | Natalia Kaliszek / Maksim Spodyriev           | Polen                  | 146,42 | 14 | 59,88 | 16 | 086,54 |
| 17                    | Kavita Lorenz / Panagiotis Polizoakis         | Deutschland            | 138,66 | 18 | 54,80 | 17 | 083,86 |
| 18                    | Cecilia Törn / Jussiville Partanen            | Finnland               | 132,85 | 17 | 56,51 | 19 | 076,34 |
| 19                    | Oleksandra Nasarowa / Maxym Nikitin           | Ukraine                | 131,39 | 20 | 53,64 | 18 | 077,75 |
| 20                    | Barbora Silná / Juri Kurakin                  | Österreich             | 130,88 | 19 | 54,63 | 20 | 076,25 |
| Finale nicht erreicht |                                               |                        |        |    |       |    |        |
| 21                    | Alisa Agafonova / Alper Uçar                  | Türkei                 | 53,56  | 21 | 53,56 | —  | —      |
| 22                    | Wang Shiyue / Liu Xinyu                       | Volksrepublik China    | 52,92  | 22 | 52,92 | —  | —      |
| 23                    | Elisabeth Paradis / François-Xavier Ouellette | Kanada                 | 51,94  | 23 | 51,94 | —  | —      |
| 24                    | Cortney Mansour / Michal Češka                | Tschechien             | 51,68  | 24 | 51,68 | —  | —      |
| 25                    | Rebeka Kim / Kirill Minov                     | Südkorea               | 49,79  | 25 | 49,79 | —  | —      |
| 26                    | Celia Robledo / Luis Fenero                   | Spanien                | 49,58  | 26 | 49,58 | —  | —      |
| 27                    | Tina Karapetjan / Simon Proulx-Sénécal        | Armenien               | 47,11  | 27 | 47,11 | —  | —      |
| 28                    | Viktoria Kavaliova / Yurii Bieliaiev          | Belarus                | 40,82  | 28 | 40,82 | —  | —      |
| 29                    | Olga Jakuschina / Andrei Newski               | Lettland               | 40,80  | 29 | 40,80 | —  | —      |
| 30                    | Anastassija Chromowa / Daryn Schunussow       | Kasachstan             | 40,69  | 30 | 40,69 | —  | —      |

Den Franzosen Gabriella Papadakis und Guillaume Cizeron gelang die Titelverteidigung vor den beiden US-amerikanischen Paaren Maia Shibutani und Alex Shibutani sowie Madison Chock und Evan Bates. Bei ihrer Weltmeisterschaftskür brachen Papadakis und Cizeron den Punkteweltrekord von Meryl Davis und Charlie White und verbesserten ihn auf 118,17 Punkte.